# No Straight Roads
No Straight Roads, également appelé NSR, est un jeu vidéo d'action-aventure musical édité par Sold Out et développé par Metronomik. Le jeu est sorti le 25 août 2020 sur PlayStation 4, Xbox One, Nintendo Switch et Windows alors en exclusivité sur l'Epic Games Store. Le 21 Octobre 2021, l'édition anniversaire "No Straight Roads : Encore Edition" est sorti sur Steam, proposant des musiques additionnelles ainsi que plus de 500 fanarts de joueurs inclus en jeu.

## Trame
La ville de Vinyl City est gouvernée par la musique. Malheureusement NSR, la faction de l'Electro prend le pouvoir sur le rock et règne en maître sur la ville tout en puisant l'électricité à son propre profit. Mayday et Zuke, deux rockers et membres du groupe Bunk Bed Junction, décident de se rebeller contre le pouvoir établi.

## Développement
Metronomik est un studio indépendant basé à Kuala Lumpur, la capitale de la Malaisie. Fondé par Wan Hazmer, qui a quitté Square Enix où il était game designer principal sur Final Fantasy XV. Il s'est associé avec un ancien artiste de chez Capcom, Daim Dziauddin, qui a travaillé sur Street Fighter V. Avec Idir Alexander Ould Braham, ancien Digital & Communications Manager chez Square Enix France et actuel producteur associé sur No Straight Roads, ils ont émis le souhait d'offrir plus de temps au développement du jeu et créer une version physique du jeu sur PlayStation 4.

## Doublage français[1]
- Kelly Marot : Mayday (doublage et rap)
- Donald Reignoux : Zuke (doublage et rap)
- Céline Monsarrat : Tatiana
- Éric Legrand : DJ Subatomic Supernova
- Julien Chièze : Kliff
- Anaïs Delva : Sayu
- Lola Nédélian : Yinu
- Françoise Cadol : Ève
- Clyde Rabatel : DK West (doublage et rap)
- Zahia Ould Braham : Maman / chef Sunshine
- Emmanuel Bonami : DJ Zam / voix additionnelles
- Idir Alexander Ould Braham : Neon J. / 1010 (prononcé Ten Ten)
- Kayane : elle-même
- Sora : Amal la licorne
- DarkFuneral972 : Yiruk
- José Luccioni : Retdex / Timmy
- Patrick Borg : Robot / Capitaine Torpedo
- Bruno Méyère : Joey / voix additionnelles
- Yenni Ould Braham : Gigi / voix additionnelles
- Olivier Daubry : Arnold / Jan / voix additionnelles
- Marie Lièvre : Daphné
- Eva Engler : Barbara
- Roxane Turmel : Céline / Mia
- Odile Schmitt : Tatie / voix additionnelles
- Mathieu Solans : Zed / Dash
- Tiffany Ledoyen : Jenny

Source : Générique de fin du jeu